# Fongrave
Fongrave est une commune du Sud-Ouest de la France, située dans le département de Lot-et-Garonne (région Nouvelle-Aquitaine).

## Géographie

### Localisation
Commune située dans l'unité urbaine de Villeneuve-sur-Lot sur la rive droite du Lot et sur l'ancienne ligne de Penne-d'Agenais à Tonneins.

### Communes limitrophes
Les communes limitrophes sont  Castelmoron-sur-Lot, Le Temple-sur-Lot, Monclar et Saint-Étienne-de-Fougères.
|                     | Monclar           |                           |
| Castelmoron-sur-Lot | Fongrave          | Saint-Étienne-de-Fougères |
|                     | Le Temple-sur-Lot |                           |

### Climat
Pour des articles plus généraux, voir Climat de la Nouvelle-Aquitaine et Climat de Lot-et-Garonne.
Historiquement, la commune est exposée à un climat océanique aquitain.
En 2020, Météo-France publie une typologie des climats de la France métropolitaine dans laquelle la commune est exposée à un climat océanique altéré et est dans la région climatique Aquitaine, Gascogne, caractérisée par une pluviométrie abondante au printemps, modérée en automne, un faible ensoleillement au printemps, un été chaud (19,5 °C), des vents faibles, des brouillards fréquents en automne et en hiver et des orages fréquents en été (15 à 20 jours).
Pour la période 1971-2000, la température annuelle moyenne est de 13,3 °C, avec une amplitude thermique annuelle de 15,5 °C. Le cumul annuel moyen de précipitations est de 751 mm, avec 10 jours de précipitations en janvier et 6,7 jours en juillet. Pour la période 1991-2020, la température moyenne annuelle observée sur la station météorologique la plus proche, située sur la commune de Prayssas à 12,17 km à vol d'oiseau, est de 13,9 °C et le cumul annuel moyen de précipitations est de 815,5 mm,. Pour l'avenir, les paramètres climatiques de la commune estimés pour 2050 selon différents scénarios d’émission de gaz à effet de serre sont consultables sur un site dédié publié par Météo-France en novembre 2022.

## Urbanisme

### Typologie
Au 1er janvier 2024, Fongrave est catégorisée commune rurale à habitat dispersé, selon la nouvelle grille communale de densité à sept niveaux définie par l'Insee en 2022.
Elle appartient à l'unité urbaine de Villeneuve-sur-Lot, une agglomération intra-départementale regroupant treize  communes, dont elle est une commune de la banlieue,,. La commune est en outre hors attraction des villes,.

### Occupation des sols

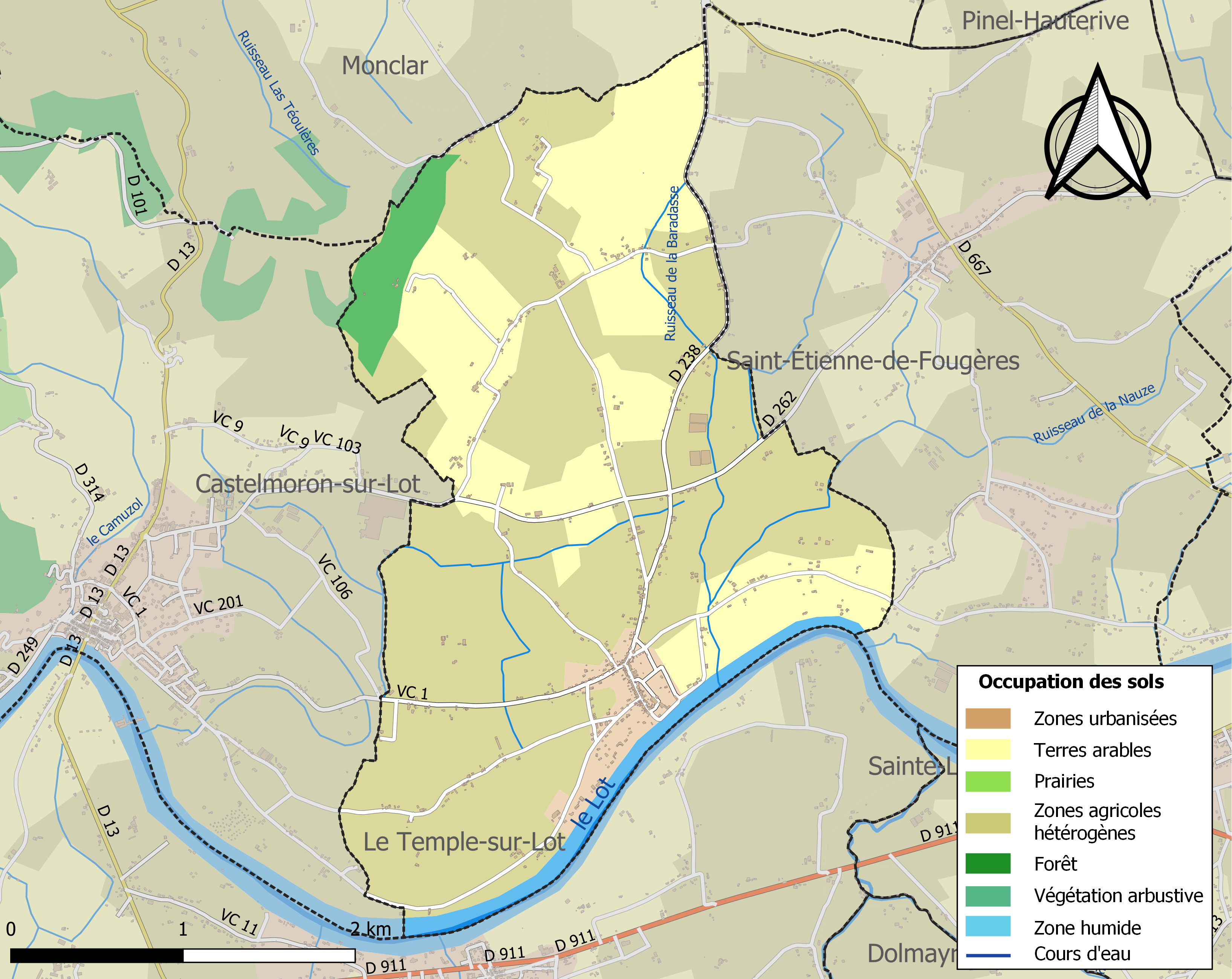
Carte des infrastructures et de l'occupation des sols de la commune en 2018 (CLC).

L'occupation des sols de la commune, telle qu'elle ressort de la base de données européenne d’occupation biophysique des sols Corine Land Cover (CLC), est marquée par l'importance des territoires agricoles (89,8 % en 2018), en diminution par rapport à 1990 (93,4 %). La répartition détaillée en 2018 est la suivante :
zones agricoles hétérogènes (61,7 %), cultures permanentes (27,9 %), zones urbanisées (3,6 %), eaux continentales (3,4 %), forêts (3,2 %), terres arables (0,2 %). L'évolution de l’occupation des sols de la commune et de ses infrastructures peut être observée sur les différentes représentations cartographiques du territoire : la carte de Cassini (XVIIIe siècle), la carte d'état-major (1820-1866) et les cartes ou photos aériennes de l'IGN pour la période actuelle (1950 à aujourd'hui).

### Risques majeurs
Le territoire de la commune de Fongrave est vulnérable à différents aléas naturels : météorologiques (tempête, orage, neige, grand froid, canicule ou sécheresse), inondations, mouvements de terrains et séisme (sismicité très faible). Il est également exposé à un risque technologique, la rupture d'un barrage. Un site publié par le BRGM permet d'évaluer simplement et rapidement les risques d'un bien localisé soit par son adresse soit par le numéro de sa parcelle.

#### Risques naturels
Certaines parties du territoire communal sont susceptibles d’être affectées par le risque d’inondation par débordement de cours d'eau, notamment le Lot. La commune a été reconnue en état de catastrophe naturelle au titre des dommages causés par les inondations et coulées de boue survenues en 1982, 1993, 1999, 2009 et 2021,.
Les mouvements de terrains susceptibles de se produire sur la commune sont des glissements de terrain et des tassements différentiels.

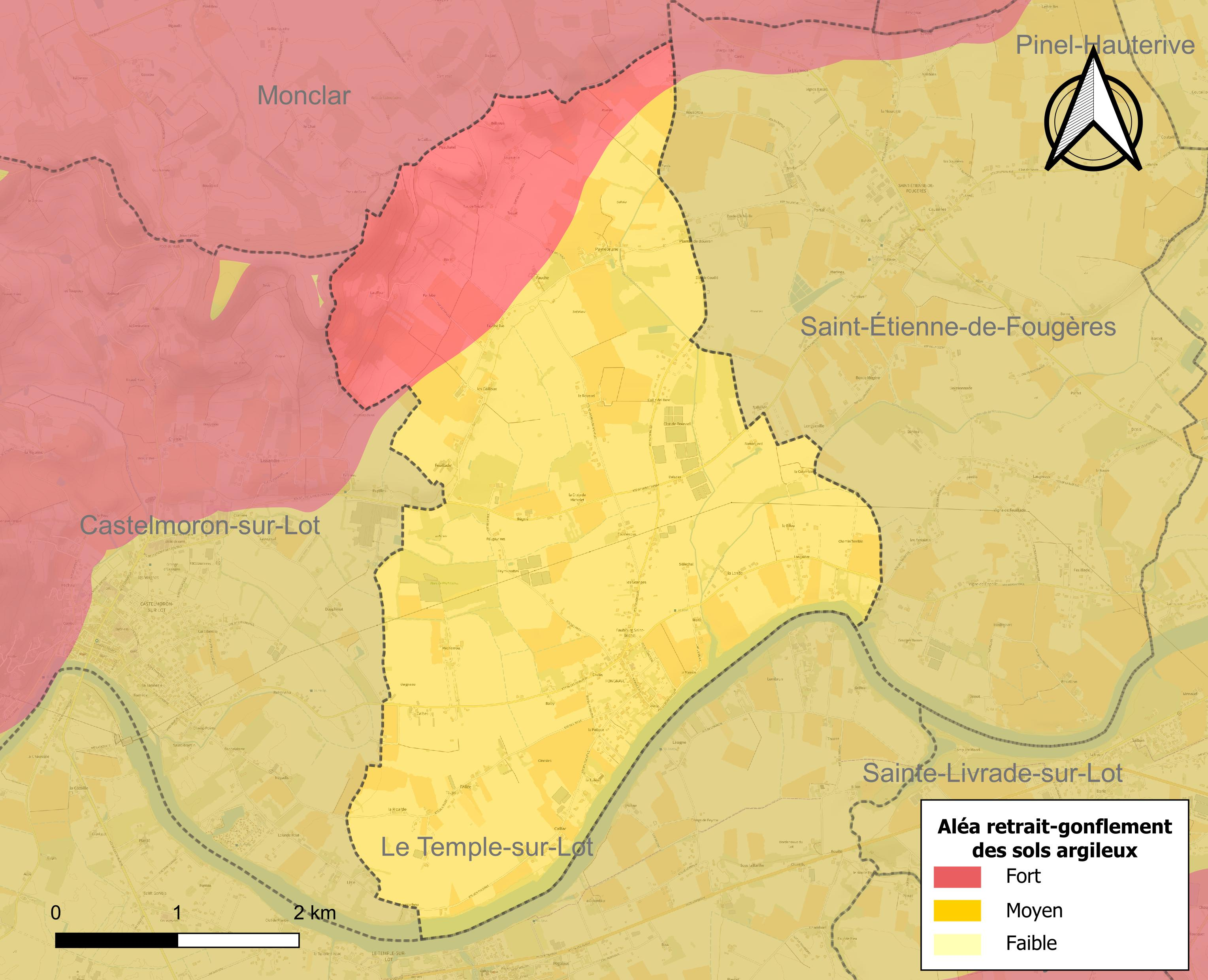
Carte des zones d'aléa retrait-gonflement des sols argileux de Fongrave.

Le retrait-gonflement des sols argileux est susceptible d'engendrer des dommages importants aux bâtiments en cas d’alternance de périodes de sécheresse et de pluie. La totalité de la commune est en aléa moyen ou fort (91,8 % au niveau départemental et 48,5 % au niveau national). Depuis le 1er octobre 2020, en application de la loi ELAN, différentes contraintes s'imposent aux vendeurs, maîtres d'ouvrages ou constructeurs de biens situés dans une zone classée en aléa moyen ou fort,.
Concernant les mouvements de terrains, la commune a été reconnue en état de catastrophe naturelle au titre des dommages causés par la sécheresse en 2003 et par des mouvements de terrain en 1999.

#### Risque technologique
La commune est en outre située en aval des barrages de Grandval dans le Cantal et de Sarrans en Aveyron, des ouvrages de classe A. À ce titre elle est susceptible d’être touchée par l’onde de submersion consécutive à la rupture de cet ouvrage.

## Histoire, un prieuré Fontevriste
Fongrave était le siège d'un monastère de fondation royale, appartenant à l'abbaye de Fontevrault Maison-mère de l’ Ordre de Fontevraud.

En 1586, les protestants de Geoffroy de Vivans attaquent le village et endommagent l'église.
Les religieuses reconstruisent les bâtiments grâce notamment à des dons de personnages illustres comme Jean d’Estrades, évêque de Condom en 1647.
Pour autant, le plus intéressant parait être une ancienne chapelle du XVIe siècle, église paroissiale Notre-Dame puis Saint-Léger, renferme le plus beau retable en bois sculpté de l’Agenais. Son tableau central donne à voir une Adoration des mages peinte en 1649 par « un peintre de Toulouse » d’après une estampe, d’un tableau de Rubens peint en 1618-1620 (aujourd’ hui aux musées royaux des Beaux-Arts de Bruxelles).
A noter deux ajouts à la représentation classique de ce genre de tableau :
Une religieuse fontevriste orante au centre qui pourrait être la prieure commanditaire du retable, Françoise de Campet (mais le halo lumineux autour de sa tête paraît plutôt désigner une sainte),
Un moine en robe noire agenouillé en bas à gauche, Robert d’Arbrissel,.

## Politique et administration
| Période                                  | Période   | Identité                 | Étiquette | Qualité                                                                      |
| ---------------------------------------- | --------- | ------------------------ | --------- | ---------------------------------------------------------------------------- |
| Juin 1995                                | Mars 2020 | Pierre-Jean Fougeyrollas | PS        | Enseignant, conseiller général du canton de Monclar de mars 2008 à mars 2015 |
| Mars 2020                                | En cours  | Laurent Periquet         | SE        |                                                                              |
| Les données manquantes sont à compléter. |           |                          |           |                                                                              |

## Démographie
| 1793  | 1800 | 1806 | 1821 | 1831 | 1836 | 1841 | 1846 | 1851 |
| ----- | ---- | ---- | ---- | ---- | ---- | ---- | ---- | ---- |
| 1 463 | 668  | 707  | 740  | 779  | 817  | 828  | 787  | 758  |

| 1856 | 1861 | 1866 | 1872 | 1876 | 1881 | 1886 | 1891 | 1896 |
| ---- | ---- | ---- | ---- | ---- | ---- | ---- | ---- | ---- |
| 779  | 751  | 731  | 691  | 651  | 633  | 623  | 568  | 547  |

| 1901 | 1906 | 1911 | 1921 | 1926 | 1931 | 1936 | 1946 | 1954 |
| ---- | ---- | ---- | ---- | ---- | ---- | ---- | ---- | ---- |
| 553  | 520  | 485  | 448  | 457  | 472  | 464  | 499  | 542  |

| 1962 | 1968 | 1975 | 1982 | 1990 | 1999 | 2006 | 2008 | 2013 |
| ---- | ---- | ---- | ---- | ---- | ---- | ---- | ---- | ---- |
| 531  | 600  | 573  | 559  | 540  | 565  | 586  | 592  | 630  |

| 2018 | 2022 | - | - | - | - | - | - | - |
| ---- | ---- | - | - | - | - | - | - | - |
| 626  | 625  | - | - | - | - | - | - | - |

## Lieux et monuments
- Église Saint-Léger de Fongrave, église, ancienne chapelle du XVIe siècle renferme le plus beau retable[30] en bois sculpté de l'Agenais, elle est inscrite aux monuments historiques depuis 1996.
- Chapelle Notre-Dame-de-Tout-Pouvoir de Fongrave.
- Plan d'eau du Temple-sur-Lot.

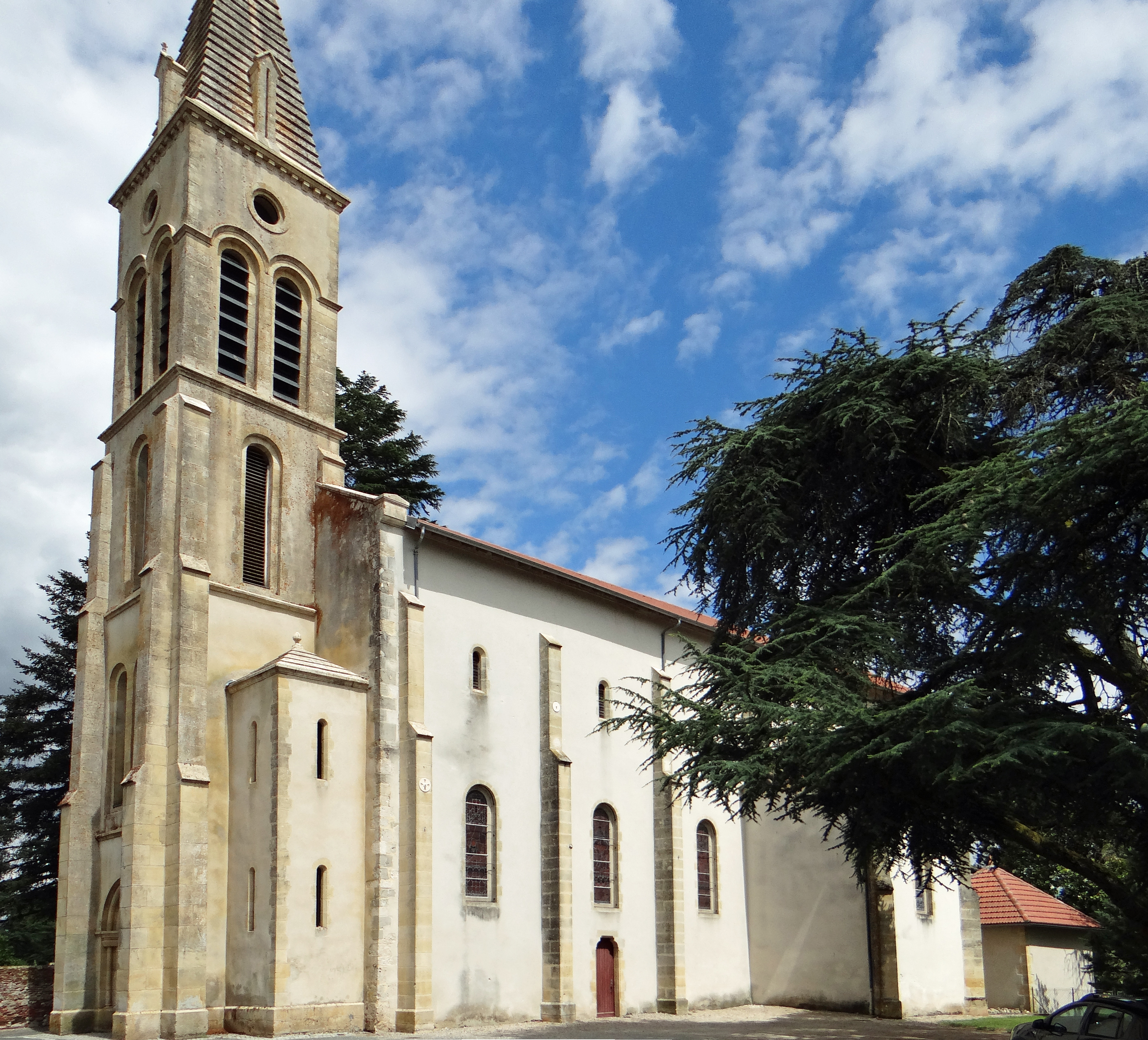
Église Saint-Léger.
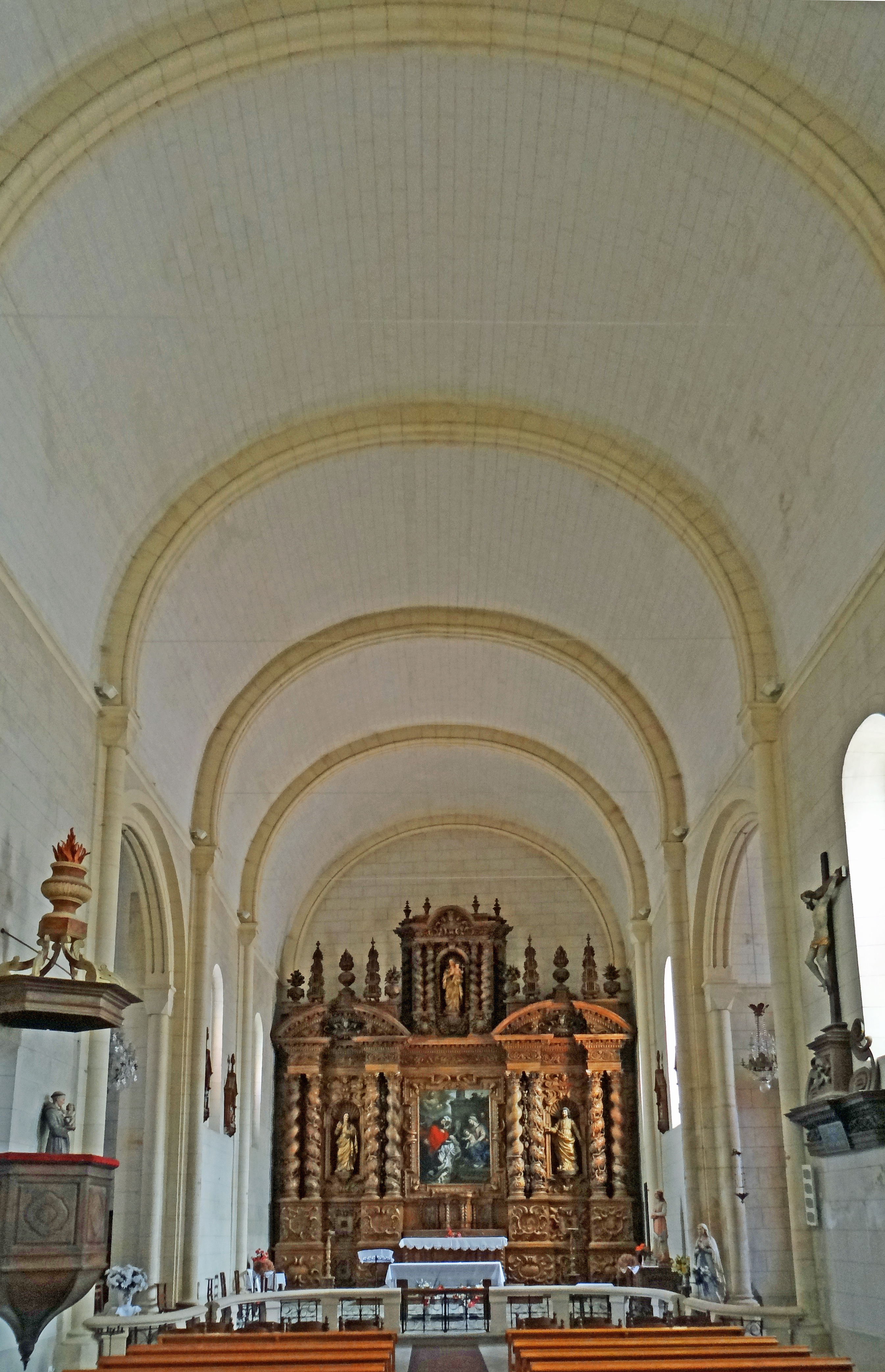
Église Saint-Léger : nef.
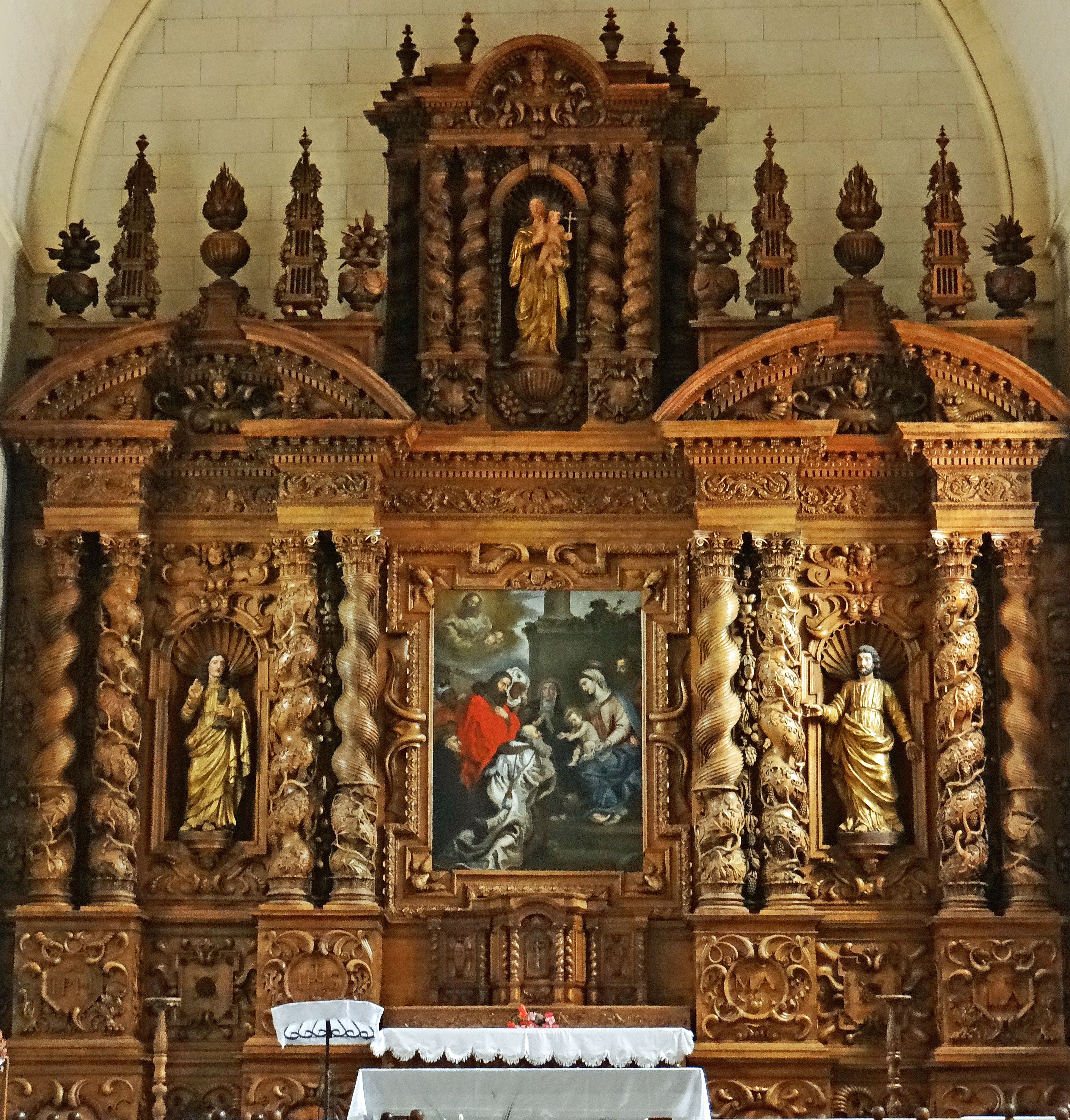
Église Saint-Léger : retable du maître-autel.
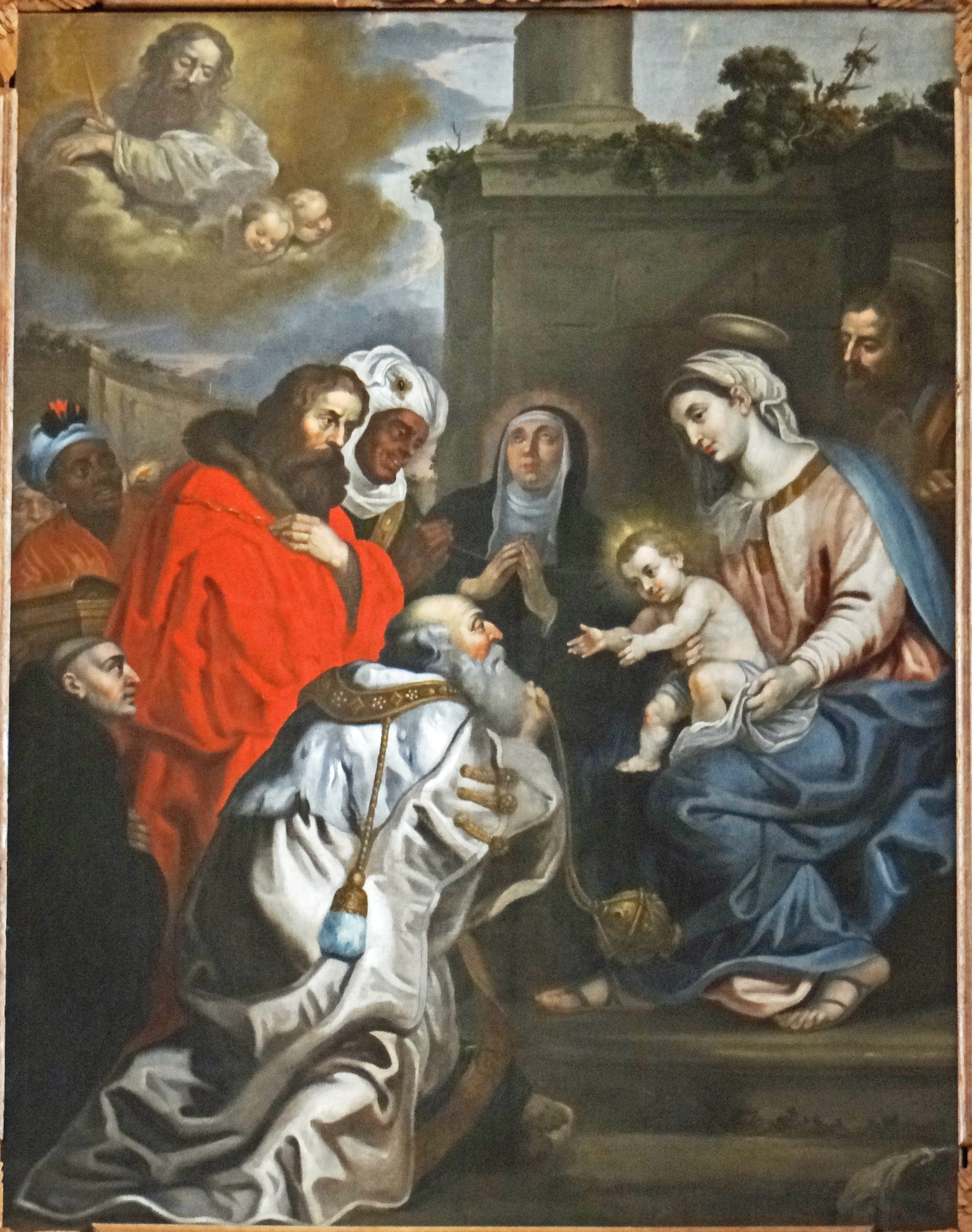
Tableau de l'Adoration des Mages dans le retable.
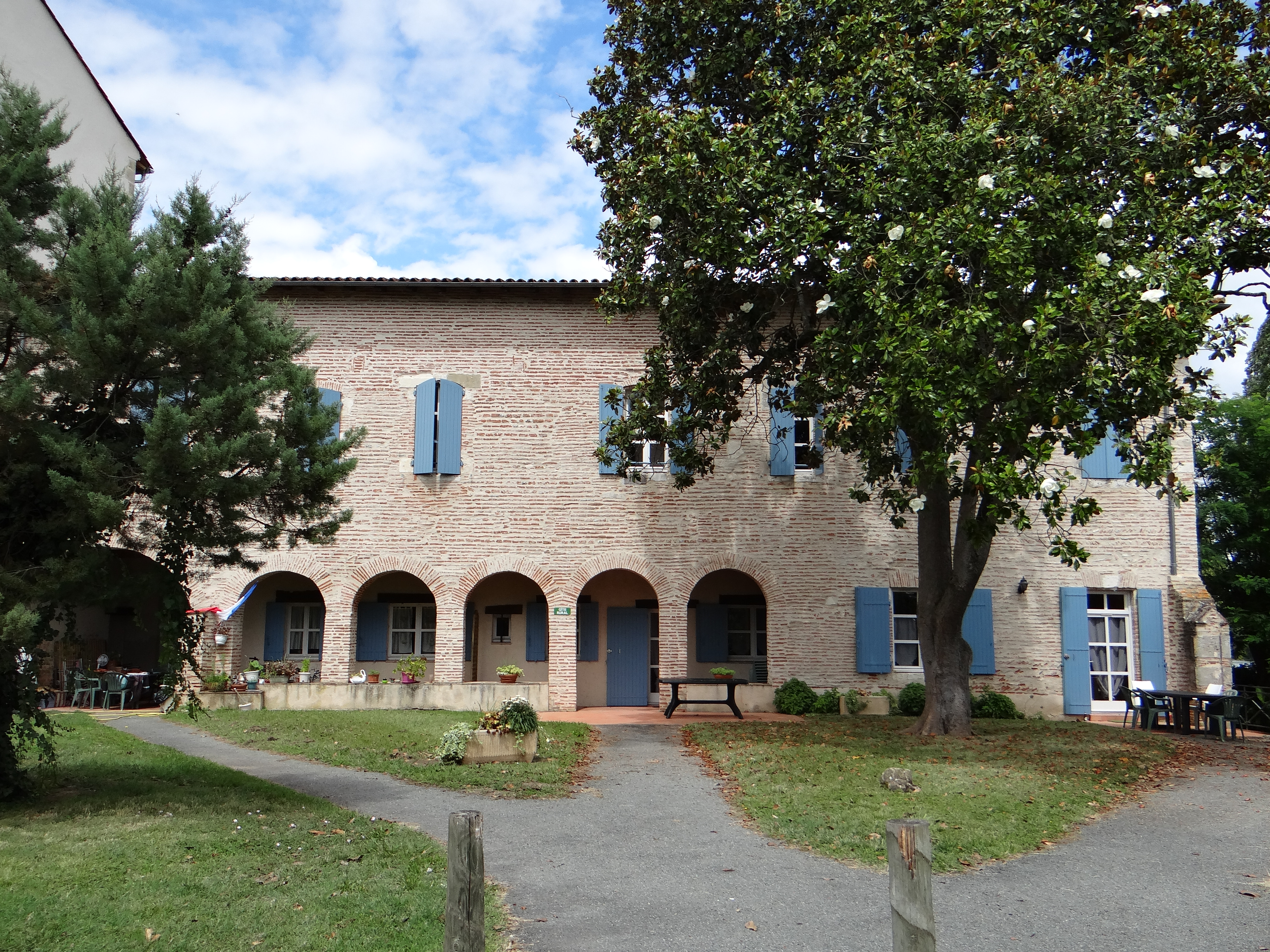
Ancien prieuré.
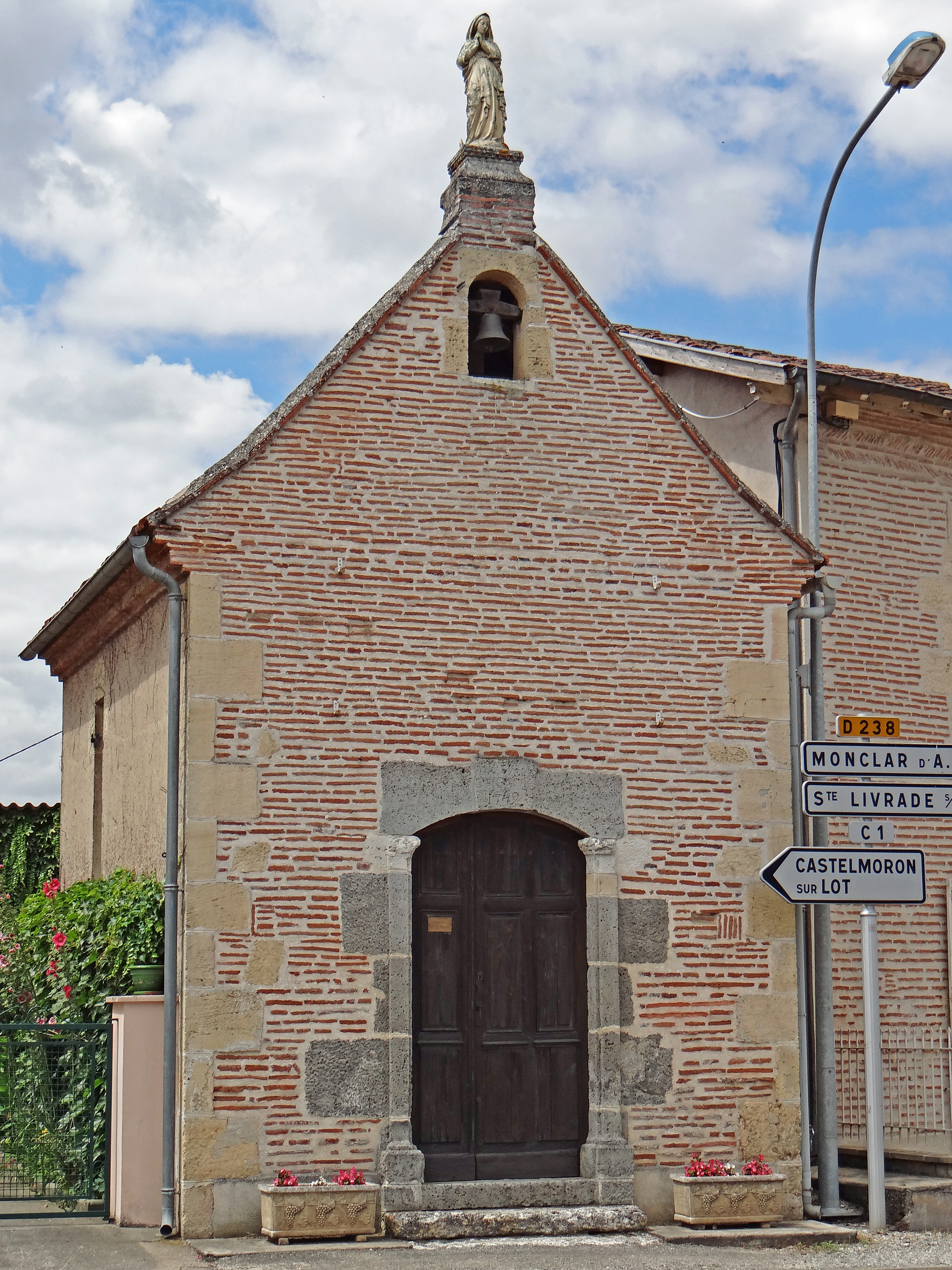
Chapelle Notre-Dame-de-Tout-Pouvoir
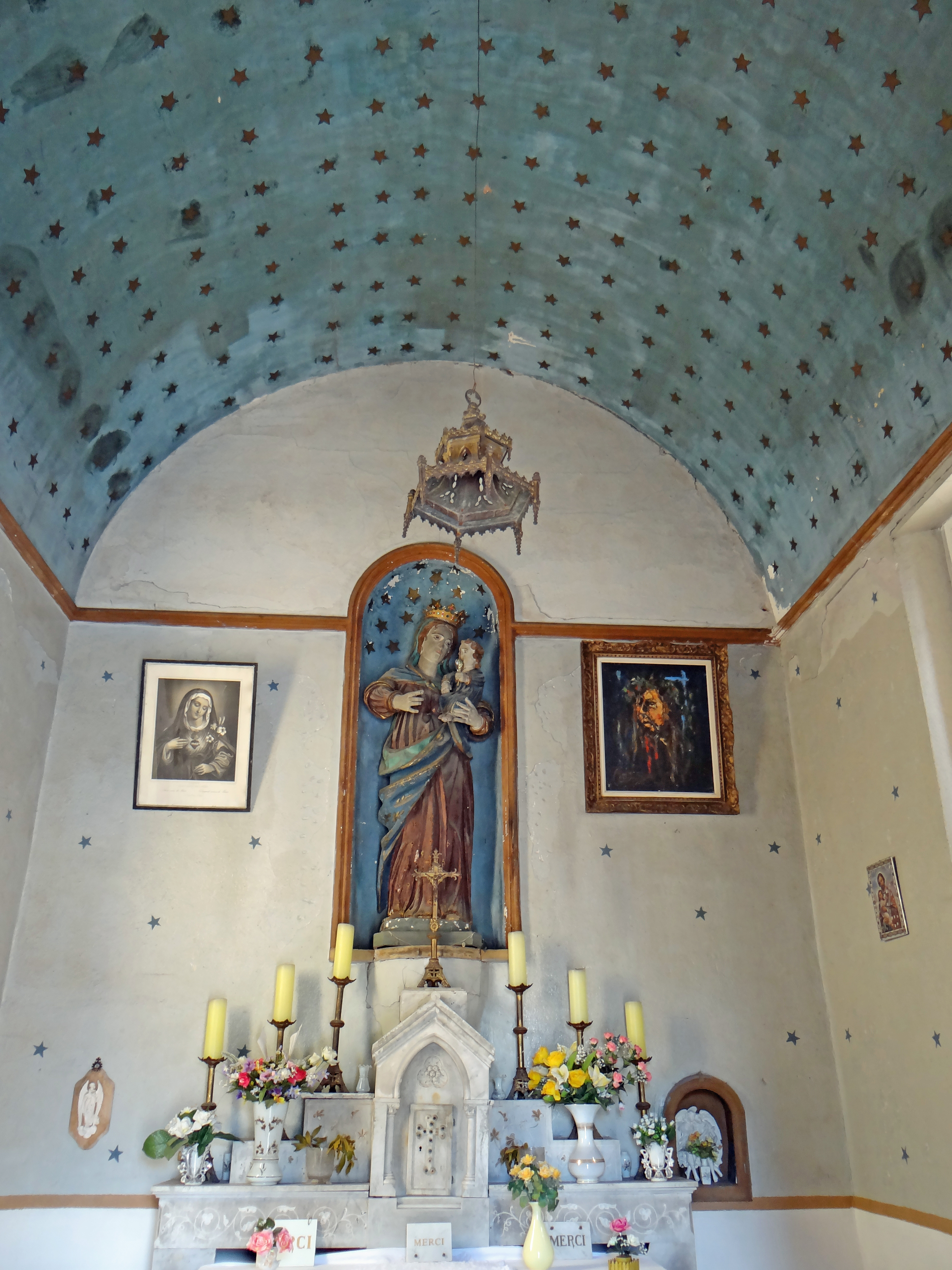
Chapelle Notre-Dame-de-Tout-Pouvoir : nef.